# فلوخین مولر
فلوخین مولر (آلمانی: Florian Müller؛ زادهٔ ۱۳ نوامبر ۱۹۹۷) بازیکن فوتبال اهل آلمان است.
او همچنین در تیم ملی فوتبال جوانان آلمان در پست دروازه‌بان بازی کرده‌است.